# Jack Whitehall
Jack Whitehall, all'anagrafe Jack Peter Benedict Whitehall (Londra, 7 luglio 1988), è un attore, comico e conduttore televisivo britannico.

## Biografia
Figlio del produttore Michael Whitehall e dell'attrice Hilary Gish, è conosciuto principalmente per aver interpretato il ruolo di J.P. nella fortunata serie drammatica Fresh Meat e per il ruolo di Zack Zimm nel film di Garry Marshall Mother's Day con Julia Roberts, Jennifer Aniston, Kate Hudson, Jason Sudeikis, Timothy Olyphant e Britt Robertson.

## Vita privata
Jack ha una sorella e un fratello minori: la prima è Molly Louisa (nata nel 1989), il secondo è Barnaby William (nato nel 1992).
Dal 2011 al 2017 Whitehall è stato legato sentimentalmente all'attrice britannica Gemma Chan.

## Filmografia

### Cinema
- Mother's Day, regia di Garry Marshall (2016)
- Lo schiaccianoci e i quattro regni (The Nutcracker and the Four Realms), regia di Lasse Hallström e Joe Johnston (2018)
- Jungle Cruise, regia di Jaume Collet-Serra (2021)
- Clifford - Il grande cane rosso (Clifford the Big Red Dog), regia di Walt Becker (2021)
- Il robot che sembrava me (Robots), regia di Casper Christensen (2023)

### Televisione
- Fresh Meat – serie TV, 30 episodi (2011-2016)
- Inside No. 9 – serie TV, episodio 2x01 (2015)
- Good Omens – miniserie TV, 5 episodi (2019)
- Afterparty – serie TV (2023)

### Doppiatore
- Rex - Un cucciolo a palazzo (The Queen's Corgi), regia di Ben Stassen (2019)

## Doppiatori italiani
Nella versione in italiano delle opere in cui ha recitato, Jack Whitehall è stato doppiato da:
- Emanuele Ruzza in Jungle Cruise, Jack in Time for Christmas
- Gianfranco Miranda in Mother's Day
- Stefano Crescentini in Lo schiaccianoci e i quattro regni
- Manuel Meli in Good Omens
- Flavio Aquilone in Clifford - Il grande cane rosso
- Alessandro Capra in Afterparty

Da doppiatore è sostituito da:
- Emanuele Ruzza in Una notte al museo - La vendetta di Kahmunrah
- Riccardo Rossi in Rex - Un cucciolo a palazzo